# Mirik
Mirik è una città dell'India di 9.179 abitanti, situata nel distretto di Darjeeling, nello stato federato del Bengala Occidentale. In base al numero di abitanti la città rientra nella classe V (da 5.000 a 9.999 persone).

## Geografia fisica
La città è situata a 26° 53' 60 N e 88° 10' 0 E e ha un'altitudine di 1.494 m s.l.m..

## Società

### Evoluzione demografica
Al censimento del 2001 la popolazione di Mirik assommava a 9.179 persone, delle quali 4.629 maschi e 4.550 femmine. I bambini di età inferiore o uguale ai sei anni assommavano a 825, dei quali 428 maschi e 397 femmine. Infine, coloro che erano in grado di saper almeno leggere e scrivere erano 6.761, dei quali 3.786 maschi e 2.975 femmine.